# Campionati europei di badminton 1994
I Campionati europei di badminton 1994 si sono svolti a Den Bosch, nei Paesi Bassi. È stata la 14ª edizione del torneo organizzato dalla Badminton Europe.

## Podi
| Evento              | Oro                               | Argento                             | Bronzo                               |
| Singolare maschile  | Poul-Erik Høyer Larsen            | Tomas Johansson                     | Jens Olsson                          |
| Singolare maschile  | Poul-Erik Høyer Larsen            | Tomas Johansson                     | Anders Nielsen                       |
| Singolare femminile | Lim Xiaoqing                      | Catrine Bengtsson                   | Christine Magnusson                  |
| Singolare femminile | Lim Xiaoqing                      | Catrine Bengtsson                   | Pernille Nedergaard                  |
| Doppio maschile     | Simon Archer Chris Hunt           | Andrei Antropov Nikolai Zuyev       | Christian Jacobsen Jens Eriksen      |
| Doppio maschile     | Simon Archer Chris Hunt           | Andrei Antropov Nikolai Zuyev       | Henrik Svarrer Jim Laugesen          |
| Doppio femminile    | Christine Magnusson Lim Xiaoqing  | Lisbeth Stuer-Lauridsen Lotte Olsen | Gillian Clark Julie Bradbury         |
| Doppio femminile    | Christine Magnusson Lim Xiaoqing  | Lisbeth Stuer-Lauridsen Lotte Olsen | Erica van den Heuvel Maria Bengtsson |
| Doppio misto        | Michael Søgaard Catrine Bengtsson | Christian Jacobsen Lotte Olsen      | Pär-Gunnar Jönsson Maria Bengtsson   |
| Doppio misto        | Michael Søgaard Catrine Bengtsson | Christian Jacobsen Lotte Olsen      | Ron Michels Erica van den Heuvel     |
| Gara a Squadre      | Svezia                            | Danimarca                           | Inghilterra                          |

## Medagliere
| Posiz. | Nazione     | Oro | Argento | Bronzo | Totale |
| ------ | ----------- | --- | ------- | ------ | ------ |
| 1      | Svezia      | 4   | 2       | 4      | 10     |
| 2      | Danimarca   | 2   | 3       | 3      | 8      |
| 3      | Inghilterra | 1   | 0       | 3      | 4      |
| 4      | Russia      | 0   | 1       | 0      | 1      |
| 5      | Paesi Bassi | 0   | 0       | 2      | 2      |
| Totale | Totale      | 6   | 6       | 11     | 23     |